# Командный чемпионат России по шахматам
Командный чемпионат России по шахматам впервые проведён в 1992 году. В 1993 и 1997 годах не проводился.

## 1992
| Золото | Серебро | Бронза |
| Санкт-Петербург Владимир Епишин Александр Халифман Константин Сакаев Сергей Иванов Эльмар Магеррамов Сергей Ионов Евгений Соложенкин Андрей Лукин | «Кадыр» (Челябинск) Семён Двойрис Михаил Улыбин Максим Сорокин Сергей Рублевский Вячеслав Иконников Сергей Шипов Руслан Щербаков Магарам Магомедов | ЦСКА (Москва) Алексей Дреев Сергей Макарычев Евгений Владимиров Андрей Харитонов Владимир Беликов Сергей Киселев Эльдар Мухаметов Игорь Ягупов |

Состоялся в Подольске в санатории «Лесные поляны». В соревнованиях приняли участие 13 команд.

## 1994
| Золото | Серебро | Бронза |
| «Кадыр» (Челябинск) Евгений Свешников Семён Двойрис Валерий Яндемиров Алексей Безгодов Евгений Калегин Яков Мейстер Руслан Щербаков Александр Козырев | Новосибирск Александр Гольдин Григорий Серпер Вадим Рубан Марат Макаров Алексей Ерыкалов Николай Векшенков Александр Хасин | ЦСКА (Москва) Евгений Владимиров Сергей Макарычев Эльдар Мухаметов Сергей Киселёв Владимир Беликов Игорь Ягупов Андрей Харитонов |

Состоялся в Колонтаеве. В соревнованиях приняли участие 10 команд.

## 1995
| Золото | Серебро | Бронза |
| «Новая Сибирь» (Новосибирск) Александр Халифман Константин Сакаев Сергей Рублевский Александр Гольдин Марат Макаров Александр Фоминых Александр Хасин | «Таттрансгаз-Итиль» (Казань) Виорел Бологан Алексей Дреев Виталий Цешковский Алексей Выжманавин Ильдар Ибрагимов Андрей Харлов Александр Панченко | «Университет» (Санкт-Петербург) Василий Емелин Алексей Луговой Константин Асеев Сергей Иванов Валерий Логинов Андрей Лукин Пётр Свидлер |

Состоялся в Казани во Дворце шахмат имени Рашида Нежметдинова. В соревнованиях приняли участие 9 команд. Действующий чемпион «Кадыр» был снят с турнира из-за болезни Семёна Двойриса.

## 1996
| Золото | Серебро | Бронза |
| «Ладья» (Азов) Евгений Бареев Пётр Свидлер Игорь Глек Сергей Долматов Вадим Звягинцев Юрий Якович Константин Ланда Александр Ластин | «Таттрансгаз-Итиль» (Казань) Алексей Дреев Сергей Рублевский Виорел Бологан Ильдар Ибрагимов Виталий Цешковский Андрей Харлов Марат Мухутдинов | «Дон-СДЮШОР» (Ростов-на-Дону) Александр Галкин Александр Берелович Александр Стрипунский Светлана Матвеева Максим Туров Екатерина Ковалевская Александр Захаров Эдуард Хлиян |

Состоялся в Азове. В соревнованиях приняли участие 8 команд.

## 1998
| Золото | Серебро | Бронза |
| «Сбербанк Татарстан» (Казань) Сергей Рублевский Алексей Дреев Ильдар Ибрагимов Андрей Харлов Валерий Яндемиров Рамиль Хасангатин Константин Игудесман | «Университет» (Майкоп) Алексей Фёдоров Алексей Корнев Владимир Маланюк Павел Трегубов Александр Полуляхов Александр Галкин Сергей Бешуков | Санкт-Петербург Пётр Свидлер Александр Халифман Валерий Логинов Владимир Епишин Сергей Иванов Сергей Ионов Евгений Соложенкин |

Состоялся в Майкопе. В соревнованиях приняли участие 11 команд.

## 1999
| Золото | Серебро | Бронза |
| «Химик» (Белореченск) Алексей Дреев Павел Трегубов Павел Коцур Владимир Маланюк Александр Полуляхов Сергей Бешуков Александр Галкин | «Сибирь» (Томск) Вадим Звягинцев Евгений Пигусов Владимир Маланюк Валерий Филиппов Константин Ланда Александр Фоминых Александр Хасин | Петербургские короли Александр Халифман Константин Сакаев Сергей Ионов Валерий Логинов Сергей Иванов Евгений Соложенкин Валерий Попов |

Состоялся в Санкт-Петербурге. В соревнованиях приняли участие 9 команд.

## 2000
| Золото | Серебро | Бронза |
| «Лентрансгаз» (Санкт-Петербург) Пётр Свидлер Константин Сакаев Виктор Корчной Сергей Волков Алексей Луговой Василий Емелин | «Томск» Сергей Рублевский Валерий Филиппов Евгений Пигусов Александр Ваулин Руслан Щербаков Александр Хасин Александр Браславский | «Университет» (Майкоп) Алексей Дреев Павел Трегубов Владимир Маланюк Александр Полуляхов Михаил Бродский Сергей Бешуков Олег Майоров |

Состоялся в Смоленске.

## 2001
| Золото | Серебро | Бронза | Бронза |
| «Лентрансгаз» (Санкт-Петербург) Пётр Свидлер Константин Сакаев Виктор Корчной Василий Емелин Сергей Волков Алексей Луговой Сергей Иванов Сергей Ионов | «Норильский никель» Евгений Бареев Александр Грищук Сергей Долматов Владимир Малахов Игорь Глек Александр Волжин Александр Рустемов | «Газовик» (Тюмень) Виорел Бологан Александр Онищук Александр Мотылёв Александр Ластин Евгений Наер Дмитрий Чупров Евгений Прокопчук | «Сибирь» (Томск) Валерий Филиппов Евгений Пигусов Евгений Владимиров Константин Ланда Руслан Щербаков Павел Коцур Марат Макаров |

Состоялся в Томске. В соревнованиях приняли участие 12 команд.

## 2002
| Золото | Серебро | Бронза |
| «Ладья Казань-1000» Владимир Акопян Сергей Рублевский Андрей Харлов Владимир Баклан Артём Тимофеев Валерий Яндемиров Рамиль Хасангатин | «Норильский никель» Евгений Бареев Сергей Долматов Владимир Малахов Александр Рустемов Сергей Смагин Алексей Коротылёв Владимир Косырев | «Лентрансгаз» (Санкт-Петербург) Пётр Свидлер Константин Сакаев Василий Емелин Константин Асеев Валерий Попов Евгений Алексеев Сергей Иванов Валерий Логинов |

Состоялся в Екатеринбурге. В соревнованиях приняли участие 16 команд.

## 2003
| Золото | Серебро | Бронза |
| «Ладья Казань-1000» Сергей Рублевский Илья Смирин Андрей Харлов Виорел Бологан Артём Тимофеев Артём Ильин Рамиль Хасангатин Алиса Галлямова | «Томск-400» Александр Морозевич Александр Халифман Михаил Кобалия Валерий Филиппов Константин Ланда Евгений Пигусов Андрей Белозёров Александр Хасин | «Норильский никель» Алексей Дреев Вадим Звягинцев Александр Онищук Евгений Наер Александр Рустемов Александр Галкин Владимир Малахов Сергей Долматов |

Состоялся в Тольятти. В соревнованиях приняли участие 14 команд.

## 2004
| Золото | Серебро | Бронза |
| «Томск-ЮКОС» Александр Морозевич Владимир Акопян Александр Халифман Дмитрий Яковенко Эрнесто Инаркиев Павел Смирнов Дмитрий Бочаров Андрей Белозёров | «Макс Вен» (Екатеринбург) Александр Грищук Алексей Александров Константин Сакаев Александр Белявский Александр Рустемов Александр Мотылёв Андрей Шариязданов Рафаэль Ваганян | «Норильский никель» Виорел Бологан Алексей Дреев Владимир Малахов Вадим Звягинцев Александр Онищук Александр Галкин Евгений Наер Михаил Кобалия |

Состоялся в Дагомысе. В соревнованиях приняли участие 10 команд по круговой системе.

## 2005
| Золото | Серебро | Бронза |
| «Томск-400» Александр Морозевич Виорел Бологан Левон Аронян Владислав Ткачёв Павел Смирнов Эрнесто Инаркиев Дмитрий Яковенко Андрей Белозёров | «Макс Вен» (Екатеринбург) Александр Грищук Алексей Дреев Владимир Акопян Константин Сакаев Александр Мотылёв Рафаэль Ваганян Алексей Александров Андрей Шариязданов | «Ладья Казань-1000» Пётр Свидлер Сергей Рублевский Валерий Яндемиров Артём Тимофеев Валерий Филиппов Артём Ильин Андрей Харлов Рамиль Хасангатин |

Состоялся в Дагомысе.

## 2006
| Золото | Серебро | Бронза |
| «Урал» (Екатеринбург) Александр Грищук Алексей Широв Владимир Акопян Алексей Дреев Владимир Малахов Александр Мотылёв Константин Сакаев Алексей Александров | ТПС (Саранск) Василий Иванчук Андрей Волокитин Евгений Наер Сергей Волков Валерий Попов Олег Корнеев Пётр Киряков Сергей Иванов | «Томск-400» Левон Аронян Александр Морозевич Дмитрий Яковенко Виорел Бологан Владислав Ткачёв Павел Смирнов Ян Непомнящий Эрнесто Инаркиев |

Состоялся в Дагомысе. В соревнованиях приняли участие 12 команд.

## 2007
Мужчины
| Золото | Серебро | Бронза |
| «Томск-400» Александр Морозевич Дмитрий Яковенко Сергей Карякин Рустам Касымджанов Эрнесто Инаркиев Владислав Ткачёв Виорел Бологан Павел Смирнов | «Урал» (Екатеринбург) Теймур Раджабов Александр Грищук Алексей Широв Владимир Акопян Владимир Малахов Вадим Звягинцев Александр Мотылёв Константин Сакаев | «Элара» (Чебоксары) Борис Гельфанд Евгений Бареев Пентала Харикришна Александр Халифман Ян Непомнящий Владимир Белов Алексей Коротылёв Сергей Шипов |

Состоялся в Дагомысе. В соревнованиях приняли участие 10 команд.
Женщины
| Золото                                                                                          | Серебро                                                                                 | Бронза                            |
| «Ладья» (Казань) Алиса Галлямова Елена Заяц Инна Гапоненко Тамара Чистякова Сандугач Шайдуллина | «Южный Урал» (Челябинск) Хоу Ифань Екатерина Лагно Екатерина Ковалевская Юлия Кочеткова | АВС (Краснотурьинск) Анна Музычук |

Состоялся в Дагомысе с 1 по 11 мая. В соревнованиях приняли участие 8 команд.

## 2008
| Золото | Серебро | Бронза |
| «Урал» (Екатеринбург) Теймур Раджабов Алексей Широв Гата Камский Александр Грищук Владимир Малахов Владимир Акопян Алексей Дреев Александр Мотылёв | «Экономист-СГСЭУ-1» (Саратов) Евгений Алексеев Евгений Томашевский Павел Эльянов Ни Хуа Михаил Ройз Александр Моисеенко Александр Галкин Ильдар Хайруллин | ТПС (Саранск) Василий Иванчук Константин Сакаев Андрей Волокитин Эмиль Сутовский Михаил Кобалия Сергей Волков Евгений Наер Валерий Попов |

Состоялся в Дагомысе с 1 по 14 апреля. В соревнованиях приняли участие 12 команд.

## 2009
Мужчины
| Золото | Серебро | Бронза |
| «Томск-400» Дмитрий Яковенко Артём Тимофеев Эрнесто Инаркиев Сергей Тивяков Владислав Ткачёв Фаррух Амонатов Денис Хисматуллин Андрей Белозёров | ШСМ-64 (Москва) Борис Гельфанд Ван Хао Евгений Наер Фабиано Каруана Борис Грачёв Александр Рязанцев Ян Непомнящий Борис Савченко | «Урал» (Екатеринбург) Александр Грищук Алексей Широв Владимир Малахов Сергей Рублевский Алексей Дреев Евгений Бареев Наум Рашковский |

Состоялся в Дагомысе. В соревнованиях приняли участие 8 команд.
Женщины
| Золото                                                                                                  | Серебро                                                                                      | Бронза                                                                                |
| «Спартак» (Видное) Антоанета Стефанова Татьяна Косинцева Надежда Косинцева Екатерина Лагно Евгения Овод | АВС (Краснотурьинск) Сюй Юйхуа Анна Музычук Наталья Погонина Татьяна Шадрина Марина Романько | «Экономист-СГСЭУ-1» (Саратов) Ольга Илюшина Элизабет Петц Анна Ушенина Баира Кованова |

Состоялся в Дагомысе. В соревнованиях приняли участие 8 команд.

## 2010
Мужчины
| Золото | Серебро | Бронза |
| ШСМ-64 (Москва) Борис Гельфанд Сергей Карякин Ван Хао Фабиано Каруана Борис Грачёв Александр Рязанцев Евгений Наер Борис Савченко | «Шахматная федерация Санкт-Петербурга» Василий Иванчук Пётр Свидлер Никита Витюгов Сергей Мовсесян Вадим Звягинцев Захар Ефименко Константин Сакаев Василий Емелин | «Экономист-СГСЭУ-1» (Саратов) Ван Юэ Павел Эльянов Евгений Томашевский Евгений Алексеев Ни Хуа Александр Моисеенко Михаил Ройз Дмитрий Андрейкин |

Состоялся в Дагомысе. В соревнованиях приняли участие 10 команд.
Женщины
| Золото | Серебро                                                                                            | Бронза |
| «Шахматная федерация Санкт-Петербурга» Виктория Чмилите Моника Соцко Кетеван Арахамия-Грант Екатерина Аталик Анастасия Боднарук Юлия Дёмина | «Гипроречтранс» (Москва) Наталья Жукова Батуяг Монгонтуул Елена Заяц Ирина Василевич Мария Фоминых | АВС (Краснотурьинск) Антоанета Стефанова Анна Музычук Наталья Погонина Мария Музычук Анастасия Савина Татьяна Шадрина |

Состоялся в Дагомысе. В соревнованиях приняли участие 7 команд.

## 2011
Мужчины
| Золото | Серебро | Бронза |
| ШСМ-64 (Москва) Борис Гельфанд Ван Хао Фабиано Каруана Аниш Гири Александр Рязанцев Владимир Поткин Борис Грачёв Евгений Наер | «Томск-400» Руслан Пономарёв Александр Мотылёв Александр Арещенко Эрнесто Инаркиев Виорел Бологан Денис Хисматуллин Игорь Курносов | «Шахматная федерация Санкт-Петербурга» Василий Иванчук Пётр Свидлер Никита Витюгов Сергей Мовсесян Захар Ефименко Вадим Звягинцев Ильдар Хайруллин Максим Матлаков |

Состоялся в Ольгинке. В соревнованиях приняли участие 12 команд.
Женщины
| Золото                                                                                             | Серебро                                                                                            | Бронза                                                                                                   |
| ШСМ-РГСУ (Москва) Александра Костенюк Валентина Гунина Марина Романько Ольга Гиря Алина Кашлинская | «Гипроречтранс» (Москва) Наталья Жукова Батуяг Монгонтуул Елена Заяц Ирина Василевич Мария Фоминых | АВС (Краснотурьинск) Антоанета Стефанова Екатерина Лагно Наталья Погонина Мария Музычук Анастасия Савина |

Состоялся в Ольгинке. В соревнованиях приняли участие 8 команд.

## 2012
Мужчины
| Золото | Серебро | Бронза |
| «Томск-400» Сергей Карякин Руслан Пономарёв Эрнесто Инаркиев Александр Мотылёв Виорел Бологан Денис Хисматуллин Александр Арещенко Игорь Курносов | Шахматная федерация Санкт-Петербурга Пётр Свидлер Никита Витюгов Леньер Домингес Сергей Мовсесян Захар Ефименко Вадим Звягинцев Максим Матлаков Ильдар Хайруллин | ШСМ-64 (Москва) Фабиано Каруана Ван Хао Петер Леко Аниш Гири Александр Рязанцев Борис Грачёв Владимир Поткин Евгений Наер |

Состоялся в Лоо с 8 по 16 апреля. В соревнованиях по швейцарской системе приняли участие 18 команд.
Женщины
| Золото                                                                                             | Серебро                                                                                           | Бронза |
| «Ладья» (Казань) Надежда Косинцева Валентина Гунина Алиса Галлямова Наталья Жукова Дарья Чарочкина | «Югра» (Ханты-Мансийск) Баира Кованова Ольга Гиря Марина Романько Татьяна Шадрина Мария Безгодова | ШСМ-РГСУ (Москва) Александра Костенюк Екатерина Ковалевская Алина Кашлинская Анастасия Савина Варвара Саулина |

Состоялся в Лоо. В соревнованиях по круговой системе приняли участие 7 команд.

## 2013
Мужчины
| Золото | Серебро | Бронза |
| Шахматная федерация Санкт-Петербурга Пётр Свидлер Никита Витюгов Леньер Домингес Сергей Мовсесян Захар Ефименко Вадим Звягинцев Ильдар Хайруллин Максим Матлаков | «Малахит» Екатеринбург Сергей Карякин Александр Грищук Шахрияр Мамедьяров Алексей Широв Виорел Бологан Владимир Малахов Александр Рязанцев Александр Мотылёв | «Югра» (Ханты-Мансийск) Дмитрий Яковенко Петер Леко Антон Коробов Алексей Дреев Сергей Рублевский Денис Хисматуллин Николай Кабанов Алексей Придорожный |

Состоялся в Лоо с 6 по 14 апреля. В соревнованиях по швейцарской системе приняли участие 18 команд.
Женщины
| Золото                                                                                               | Серебро | Бронза                                                                                         |
| «Югра» (Ханты-Мансийск) Анна Ушенина Наталья Погонина Марина Романько Баира Кованова Татьяна Шадрина | ШСМ «Наше Наследие» (Москва) Александра Костенюк Валентина Гунина Ольга Гиря Екатерина Ковалевская Анастасия Савина | АГУ (Белореченск) Екатерина Лагно Инна Гапоненко Алина Кашлинская Марина Бараева Ирина Бараева |

Состоялся в Лоо. В соревнованиях по круговой системе приняли участие 6 команд.

## 2014
Мужчины
| Золото | Серебро | Бронза |
| «Малахит» (Екатеринбург) Сергей Карякин Александр Грищук Петер Леко Алексей Широв Владимир Малахов Александр Мотылёв Игорь Лысый Виорел Бологан | ШСМ «Наше Наследие» (Москва) Ян Непомнящий Александр Морозевич Даниил Дубов Борис Грачёв Евгений Наер Иван Попов Владимир Поткин Михаил Можаров | Шахматная федерация Санкт-Петербурга Пётр Свидлер Никита Витюгов Леньер Домингес Сергей Мовсесян Максим Матлаков Захар Ефименко Ильдар Хайруллин Александр Шиманов |

Проходил в Лоо с 7 по 13 апреля. В соревнованиях по швейцарской системе приняли участие 13 команд.
Женщины
| Золото                                                                                                 | Серебро | Бронза                                                                                          |
| «Югра» (Ханты-Мансийск) Виктория Чмилите Наталья Погонина Баира Кованова Марина Гусева Татьяна Шадрина | ШСМ «Наше Наследие» (Москва) Валентина Гунина Екатерина Ковалевская Алина Кашлинская Дарья Чарочкина Анастасия Савина | «Ладья» (Казань) Алиса Галлямова Екатерина Аталик Елена Заяц Нино Бациашвили Карина Амбарцумова |

Состоялся в Лоо. В соревнованиях по круговой системе приняли участие 4 команды.

## 2015
Мужчины
| Золото | Серебро | Бронза |
| «Сибирь» (Новосибирск) Владимир Крамник Левон Аронян Дмитрий Яковенко Ван Юэ Антон Коробов Дмитрий Кокарев Дмитрий Бочаров Павел Малетин | «Университет» (Белореченск) Радослав Войташек Дмитрий Андрейкин Баадур Джобава Сергей Рублевский Евгений Алексеев Константин Ланда Павел Трегубов Алексей Александров | «Медный всадник» (Санкт-Петербург) Пётр Свидлер Никита Витюгов Леньер Домингес Максим Матлаков Максим Родштейн Ильдар Хайруллин Владимир Федосеев Иван Шарич |

Состоялся в Сочи. В соревнованиях приняли участие 8 команд.
Рапид
| Золото                                                                                  | Серебро | Бронза                                                                                       |
| ШСМ «Наше Наследие»-1 (Москва) Ян Непомнящий Евгений Наер Борис Грачёв Эрнесто Инаркиев | «Медный всадник» (Санкт-Петербург) Пётр Свидлер Никита Витюгов Максим Матлаков Владимир Федосеев Ильдар Хайруллин Марат Макаров | «Ладья» (Казань) Гата Камский Владислав Артемьев Артём Тимофеев Азат Шарафиев Булат Муртазин |

Блиц
| Золото                                                                                       | Серебро | Бронза                                                                              |
| «Университет» (Белореченск) Дмитрий Андрейкин Баадур Джобава Евгений Алексеев Павел Трегубов | «Ладья» (Казань) Гата Камский Владислав Артемьев Артём Тимофеев Булат Муртазин Азат Шарафиев Валерий Яндемиров | ШСМ «Наше Наследие»-1 (Москва) Ян Непомнящий Евгений Наер Борис Грачёв Даниил Дубов |

Женщины
| Золото | Серебро                                                                                 | Бронза                                                                                           |
| ШСМ «Наше Наследие» (Москва) Александра Костенюк Валентина Гунина Ольга Гиря Екатерина Ковалевская Алина Кашлинская | СДЮШОР ШШ (Санкт-Петербург) Анастасия Боднарук Евгения Овод Дина Беленькая Алина Балаян | «Югра» (Ханты-Мансийск) Анна Ушенина Наталья Погонина Лилит Мкртчян Марина Гусева Баира Кованова |

Состоялся в Сочи. В соревнованиях приняли участие 10 команд.
Рапид
| Золото                                                                             | Серебро | Бронза                                                        |
| «Югра» (Ханты-Мансийск) Анна Ушенина Наталья Погонина Марина Гусева Баира Кованова | ШСМ «Наше Наследие» (Москва) Александра Костенюк Валентина Гунина Ольга Гиря Екатерина Ковалевская Алина Кашлинская | «Боавишта» (Москва) Дина Дроздова Алина Бивол Ирина Василевич |

Блиц
| Золото | Серебро                                                                            | Бронза                                                                                           |
| ШСМ «Наше Наследие» (Москва) Валентина Гунина Александра Костенюк Ольга Гиря Алина Кашлинская Екатерина Ковалевская | «Югра» (Ханты-Мансийск) Анна Ушенина Наталья Погонина Марина Гусева Баира Кованова | «Университет» (Белореченск) Дарья Пустовойтова Ирина Бараева Елизавета Бронникова Марина Бараева |

## 2016
Мужчины
| Золото | Серебро | Бронза |
| «Медный всадник» (Санкт-Петербург) Петр Свидлер Леньер Домингес Никита Витюгов Бу Сянчжи Максим Матлаков Максим Родштейн Владимир Федосеев Ильдар Хайруллин | ШСМ «Legacy Square Capital» (Москва) Сергей Карякин Ян Непомнящий Эрнесто Инаркиев Евгений Наер Вадим Звягинцев Даниил Дубов Владимир Малахов Иван Попов | «Сибирь» (Новосибирск) Владимир Крамник Александр Грищук Евгений Томашевский Дмитрий Яковенко Сергей Рублевский Антон Коробов Дмитрий Кокарев Дмитрий Бочаров |

Состоялся в Сочи с 1 по 10 мая. В соревнованиях по круговой системе приняли участие 5 команд.
Женщины
| Золото | Серебро                                                                                                  | Бронза                                                                                            |
| ШСМ «Legacy Square Capital» (Москва) Александра Костенюк Екатерина Лагно Екатерина Ковалевская Алина Кашлинская Анастасия Савина | «СДЮСШОР ШШ» (Санкт-Петербург) Анастасия Боднарук Евгения Овод Дина Беленькая Анна Стяжкина Алина Балаян | «Югра» (Ханты-Мансийск) Анна Ушенина Наталья Погонина Лилит Мкртчян Марина Нечаева Баира Кованова |

Состоялся в Сочи с 1 по 10 мая. В соревнованиях по круговой системе приняли участие 9 команд.

## 2017
Мужчины, классические шахматы
| Золото | Серебро | Бронза |
| «Сибирь-Сириус» (Новосибирская область) Владимир Крамник Шахрияр Мамедьяров Аниш Гири Ян Непомнящий Александр Грищук Дмитрий Андрейкин Антон Коробов Денис Хисматуллин | ШСМ «Legacy Square Capital» (Москва) Владимир Малахов Евгений Наер Вадим Звягинцев Даниил Дубов Борис Грачёв Иван Попов Григорий Опарин Максим Вавулин | «Малахит» (Екатеринбург) Анатолий Карпов Алексей Широв Александр Рязанцев Сергей Рублевский Александр Мотылёв Игорь Коваленко Игорь Лысый Андрей Шариязданов |

Сочи, 1—10 мая. В соревнованиях по круговой системе приняли участие 8 команд.
Женщины, классические шахматы
| Золото                                                                                    | Серебро | Бронза |
| «Югра» (ХМАО-Югра) Анна Ушенина Наталья Погонина Ольга Гиря Марина Нечаева Баира Кованова | ШСМ «Legacy Square Capital» (Москва) Александра Костенюк Алина Кашлинская Екатерина Ковалевская Дарья Пустовойтова Полина Шувалова | «СДЮСШОР ШШ» (Санкт-Петербург) Анастасия Боднарук Евгения Овод Дина Беленькая Анна Стяжкина Виктория Черняк |

Сочи, 1—10 мая. В соревнованиях по круговой системе приняли участие 9 команд.

## 2018
Мужчины, классические шахматы
| Золото | Серебро | Бронза |
| «Медный всадник» (Санкт-Петербург) Пётр Свидлер Никита Витюгов Владимир Федосеев Максим Матлаков Максим Родштейн Кирилл Алексеенко Алексей Гоганов | ШСМ «Legacy Square Capital» (Москва) Даниил Дубов Эрнесто Инаркиев Евгений Наер Александр Мотылёв Борис Грачёв Вадим Звягинцев Иван Попов Григорий Опарин | «Молодёжка» (Тюменская область) Владимир Поткин Давид Паравян Кирилл Ступак Даниил Юффа Михаил Антипов Семён Ломасов Савелий Голубов |

Сочи, 1—10 мая. В соревнованиях по круговой системе приняли участие 10 команд.
Женщины, классические шахматы
| Золото                                                                                    | Серебро | Бронза |
| «Югра» (ХМАО-Югра) Анна Ушенина Наталья Погонина Ольга Гиря Марина Нечаева Баира Кованова | ШСМ «Legacy Square Capital» (Москва) Александра Костенюк Алина Кашлинская Екатерина Ковалевская Полина Шувалова Дарья Войт | «СШОР по шахматам и шашкам» (Санкт-Петербург) Анастасия Боднарук Евгения Овод Дина Беленькая Анна Стяжкина Алина Балаян |

Сочи, 1—10 мая. В соревнованиях по швейцарской системе приняли участие 12 команд.
<…>

## 2021
Мужчины, классические шахматы. 28-й чемпионат:
| Золото | Серебро | Бронза |
| «Медный всадник» (Санкт-Петербург) Никита Витюгов Максим Матлаков Кирилл Алексеенко Андрей Есипенко Владимир Федосеев Константин Сакаев Павел Понкратов Алексей Гоганов | Шахматная сборная Москвы Александр Предке Владимир Малахов Эрнесто Инаркиев Санан Сюгиров Алексей Сарана Евгений Наер Борис Грачёв Иван Попов | «Гоголевский, 14» (Москва) Александр Мотылёв Александра Горячкина Михаил Кобалия Павел Трегубов Володар Мурзин Борис Савченко Михаил Демидов Марк Глуховский |

Сочи, 1—10 мая. В соревнованиях по круговой системе приняли участие 9 команд.
Женщины, классические шахматы. 22-й чемпионат:
| Золото                                                                                              | Серебро | Бронза                                                                                   |
| Шахматная сборная Москвы Екатерина Лагно Полина Шувалова Александра Костенюк Алина Бивол Дарья Войт | «Южный Урал — 1» (Челябинская область) Валентина Гунина Ольга Баделько Александра Мальцевская Елизавета Соложенкина Яна Мухина | «Югра» (ХМАО-Югра) Анна Ушенина Наталья Погонина Ольга Гиря Марина Гусева Баира Кованова |

Сочи, 1—10 мая. В соревнованиях по швейцарской системе приняли участие 16 команд.
Мужчины, быстрые шахматы:
| Золото | Серебро                                                                                    | Бронза |
| «Сборная команда Москвы» (Москва) Алексей Сарана Александр Рязанцев Борис Грачёв Алексей Дреев Иван Попов | «Ладья» (Татарстан) Владислав Артемьев Артём Тимофеев Жамсаран Цыдыпов Рамиль Файзрахманов | «СШОР по шахматам и шашкам — 1» (Санкт-Петербург) Евгений Алексеев Кирилл Шубин Сергей Лобанов Валерий Попов Александр Тимерханов |

Сочи, 15—16 октября. В соревнованиях по швейцарской системе участвовали 35 команд.
Женщины, быстрые шахматы:
| Золото | Серебро | Бронза |
| «Южный Урал — 1» (Челябинская область) Ольга Баделько Александра Мальцевская Баира Кованова Елизавета Соложенкина | «СШ Юность Москвы» (Москва) Екатерина Ковалевская Екатерина Борисова Екатерина Дьяконова Александра Димитрова | «СШОР по шахматам и шашкам — 1» (Санкт-Петербург) Дина Беленькая Виктория Черняк Алина Балаян Екатерина Мурашова Анна Стяжкина |

Сочи, 15—16 октября. В соревнованиях по швейцарской системе участвовали 12 команд.
Мужчины, блиц:
| Золото | Серебро                                                                                                   | Бронза                                                                                    |
| «Ладья» (Татарстан) Владислав Артемьев Артём Тимофеев Жамсаран Цыдыпов Максим Самусенко Рамиль Файзрахманов | «Сборная команда Москвы» (Москва) Алексей Сарана Алексей Дреев Борис Грачёв Иван Попов Александр Рязанцев | «Кубань» (Краснодарский край) Олег Ваструхин Михаил Демидов Дмитрий Хегай Дмитрий Кряквин |

Сочи, 14 октября. В соревнованиях по швейцарской системе участвовали 34 команды.
Женщины, блиц:
| Золото | Серебро                                                                                          | Бронза |
| «Южный Урал — 1» (Челябинская область) Ольга Баделько Александра Мальцевская Баира Кованова Елизавета Соложенкина | «Киммерия» (Республика Крым) Маргарита Потапова Елена Томилова Татьяна Василевич Оксана Грицаева | «СШОР по шахматам и шашкам — 1» (Санкт-Петербург) Дина Беленькая Виктория Черняк Екатерина Мурашова Алина Балаян Анна Стяжкина |

Сочи, 14 октября. В соревнованиях по швейцарской системе участвовали 12 команд.

## 2022
Мужчины, классические шахматы. 29-й чемпионат:
| Золото | Серебро | Бронза |
| Шахматная сборная Москвы Евгений Наер Александр Рязанцев Эрнесто Инаркиев Борис Грачёв Александр Мотылёв Иван Попов Михаил Демидов | «Медный всадник» (Санкт-Петербург) Андрей Есипенко Максим Матлаков Максим Чигаев Константин Сакаев Павел Понкратов Алексей Гоганов Валерий Попов Сергей Лобанов | СК «КПРФ» (Москва) Александр Грищук Владимир Поткин Алексей Дреев Вадим Звягинцев Евгений Алексеев Никита Афанасьев Клементий Сычёв |

Сочи, 1—10 мая. В соревнованиях по круговой системе приняли участие 8 команд.
Женщины, классические шахматы. 23-й чемпионат:
| Золото                                                                                      | Серебро | Бронза                                                                                             |
| «Югра» (ХМАО-Югра) Наталья Погонина Ольга Гиря Лея Гарифуллина Марина Гусева Баира Кованова | «Южный Урал — 1» (Челябинская область) Валентина Гунина Ольга Баделько Александра Мальцевская Екатерина Гольцева Елизавета Соложенкина | Шахматная сборная Москвы Екатерина Лагно Полина Шувалова Алина Бивол Дарья Войт Екатерина Борисова |

Сочи, 1—10 мая. В соревнованиях по швейцарской системе приняли участие 16 команд.

## 2023
Мужчины, классические шахматы. 30-й чемпионат (Премьер-лига):
| Золото | Серебро | Бронза |
| Шахматная сборная Москвы Евгений Наер Эрнесто Инаркиев Александр Рязанцев Борис Грачёв Иван Попов Павел Понкратов Михаил Демидов Рудик Макарян | СК «КПРФ» (Москва) Александр Грищук Даниил Дубов Владимир Малахов Вадим Звягинцев Алексей Дреев Владимир Поткин Евгений Алексеев Никита Афанасьев | Московская область Сергей Карякин Санан Сюгиров Денис Хисматуллин Александра Горячкина Борис Савченко Илья Ильюшёнок Павел Смирнов Клементий Сычёв |

Сочи, 1—10 мая. В соревнованиях по круговой системе приняли участие 10 команд. Одновременно прошёл нижестоящий командный турнир «Высшая лига»: швейцарская система, 36 команд.
Женщины, классические шахматы. 24-й чемпионат:
| Золото | Серебро | Бронза                                                                                                 |
| Шахматная сборная Москвы Валентина Гунина Алина Бивол Дарья Войт Александра Оболенцева Екатерина Борисова | Московская область Маргарита Лысенко Анастасия Парамзина Ирина Судакова Екатерина Смирнова Глафира Усачёва | Московская область — 1 Наталья Погонина Екатерина Гольцева Баира Кованова Марина Гусева Елена Семёнова |

Сочи, 1—10 мая. В соревнованиях по швейцарской системе приняли участие 14 команд.
Мужчины, быстрые шахматы:
| Золото                                                                                        | Серебро                                                                                                | Бронза |
| «Централ Парк Тауэр» (Москва) Александр Грищук Дмитрий Андрейкин Даниил Дубов Максим Матлаков | Сборная Новосибирской области Роман Кезин Дмитрий Бочаров Эрдэм Хубукшанов Эрик Обгольц Алексей Грачёв | «ШСМ (Шахматная сборная Москвы)» Владимир Малахов Алексей Дреев Михаил Кобалия Никита Афанасьев Вадим Звягинцев |

Сочи, 18—19 октября. В соревнованиях по швейцарской системе участвовали 39 команд.
Женщины, быстрые шахматы:
| Золото | Серебро                                                                                         | Бронза |
| «ШСМ (женщины)» (Москва) Екатерина Ковалевская Ольга Баделько Дарья Войт Александра Оболенцева Екатерина Борисова | Сборная Новосибирской области Яна Жапова Валерия Клеймёнова Татьяна Малетина Екатерина Харашута | «СШ по шахматам и шашкам — 1» (Санкт-Петербург) Анастасия Боднарук Евгения Овод Анастасия Кейнянен Татьяна Гетьман Дарья Юрасова |

Сочи, 18—19 октября. В соревнованиях по швейцарской системе участвовали 15 команд.

## 2024
Титульным спонсором командных чемпионатов по классическим шахматам стала букмекерская компания «Фонбет».
Мужчины, классические шахматы. 31-й чемпионат (Премьер-лига):
| Золото | Серебро | Бронза |
| СК «КПРФ» (Москва) Александр Грищук Даниил Дубов Габриэл Саркисян Максим Матлаков Александр Морозевич Павел Понкратов Владимир Малахов Никита Афанасьев | Шахматная сборная Москвы Андрей Есипенко Алексей Дреев Эрнесто Инаркиев Вадим Звягинцев Сергей Дрыгалов Иван Попов Рудик Макарян Михаил Демидов | «Русская шахматная школа» (Москва) Давид Паравян Арсений Нестеров Алексей Гребнев Арсен Кухмазов Полина Шувалова Владимир Захарцов Евгений Воробьёв |

Сочи, 1—10 мая. В соревнованиях по круговой системе приняли участие 10 команд. Одновременно прошёл нижестоящий командный турнир «Высшая лига»: швейцарская система, 40 команд.
Женщины, классические шахматы. 25-й чемпионат:
| Золото | Серебро                                                                                     | Бронза                                                                                              |
| «Сима-ленд» (Свердловская область) Лея Гарифуллина Наталья Погонина Марина Корнева Екатерина Гольцева Анастасия Дубникова | Шахматная сборная Москвы Валентина Гунина Ольга Баделько Алина Бивол Дарья Войт Анна Шухман | Московская область Баира Кованова Маргарита Лысенко Ирина Судакова Екатерина Смирнова Ирен Люцингер |

Сочи, 1—10 мая. В соревнованиях по швейцарской системе приняли участие 18 команд.

## 2025
Мужчины, классические шахматы. 32-й чемпионат (Премьер-лига):
| Золото | Серебро | Бронза |
| СК «КПРФ» (Москва) Александр Грищук Владислав Артемьев Максим Матлаков Александр Морозевич Павел Понкратов Владимир МалаховАртём Тимофеев Никита Афанасьев | Республика Беларусь Денис Лазавик Михаил Никитенко Максим Царук Артём Стрибук Вячеслав Зарубицкий Алексей Александров Михей Науменко Михаил Спижарный | Шахматная сборная г. Москвы Евгений Наер Алексей Дреев Вадим Звягинцев Александр Рязанцев Артём Усков Борис Грачев Иван Попов Михаил Демидов |

Сочи, 26 апреля — 5 мая. В соревнованиях по круговой системе приняли участие 10 команд. Одновременно прошёл нижестоящий командный турнир «Высшая лига»: 46 команд. Победу в турнире одержала команда «Централ Парк Тауэр», получившая путёвку в Премьер-лигу чемпионата России 2026 года; также путёвку завоевала команда «Формула шахмат».
Женщины, классические шахматы. 26-й чемпионат:
| Золото | Серебро | Бронза |
| СШОР по шахматам и шашкам - 1 (Санкт-Петербург) Анастасия Боднарук Ольга Карманова Мария Якимова Татьяна Гетьман Марина Кузнецова | СШОР по шахматам и шашкам - 2 (Санкт-Петербург) Алёна Гармаш Дарья Юрасова Анастасия Синицына Вероника Юдина Елизавета Дорохина | Сима-Ленд (Свердловская область) Лея Гарифуллина Наталья Погонина Екатерина Гольцева Марина Корнева Анастасия Дубникова |

Сочи, 26 апреля — 5 мая. В соревнованиях по швейцарской системе приняли участие 19 команд.